# Dolní Tošanovice
Dolní Tošanovice (in polacco Toszonowice Dolne, in tedesco Nieder Toschonowitz) è un comune della Repubblica Ceca facente parte del distretto di Frýdek-Místek, nella regione della Moravia-Slesia.